# 端门 (北京)

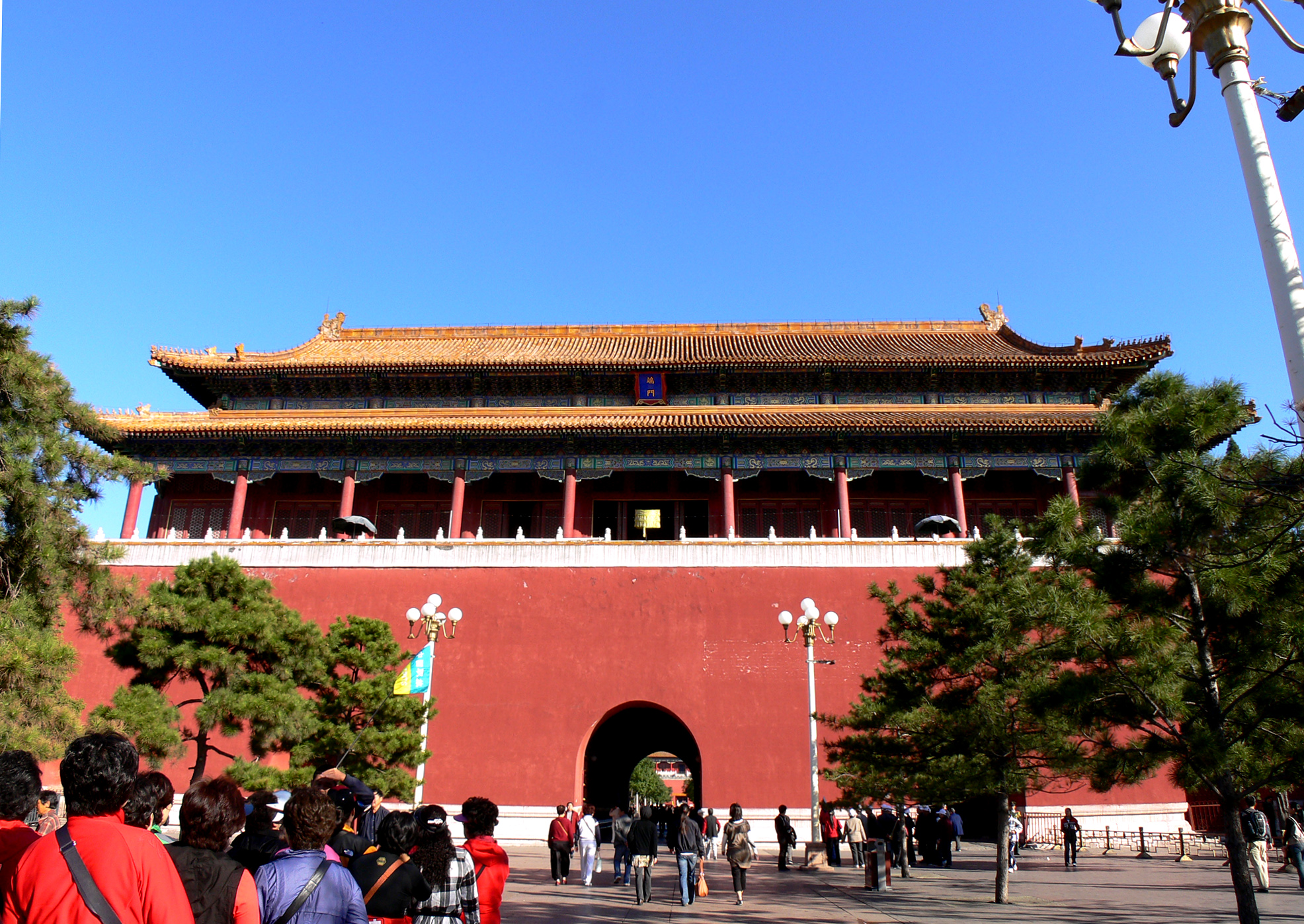
端门

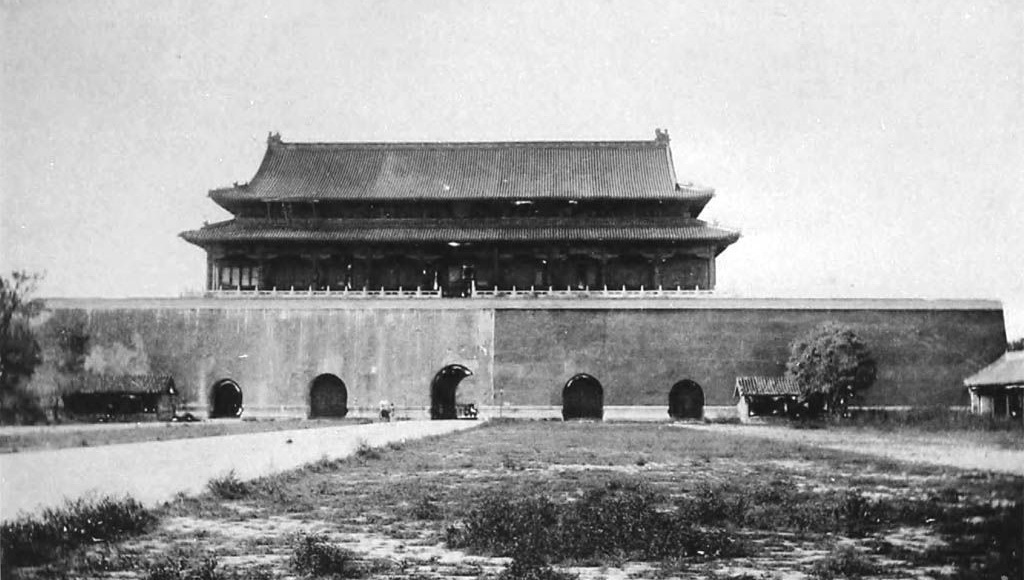
1901年的端门

端門，是位于天安門和午门之间的门，建筑结构及风格与天安門相同。

## 历史
端門，又称“重门”，位于北京城中轴线上天安门与午门之间，地处皇城内、紫禁城外。
端门始建于明朝永乐十八年（1420年），建筑结构及风格与天安门相同。康熙六年，端门重建。《国朝宫史·卷十一·宫殿一·外朝》载：天安门“其北相直榜为端门，康熙六年重建，制与天安门同。南立华表二，左右两庑各二十二楹。东为太庙街门，门内为太庙。……西为社稷坛门。门内为坛。……”
端门城楼在明清两朝主要用于存放皇帝仪仗用品。每当重大典礼以及重要节日，端门城楼下的御道两侧，排列有各类卤簿，数量庞大，自太和殿一直排列至天安门（明朝称承天门），长达两华里。端门及午门城楼上奏钟、鼓。
1917年，北京政府教育部以国立历史博物馆位于国子监的馆址“地处偏僻，屋舍狭隘”，决议将故宫前部端门至午门一带地方以及房屋改作国立历史博物馆馆址。1918年7月，国立历史博物馆从国子监迁入端门至午门的新馆址，并且将午门正楼及两翼雁翅楼、四角亭辟成10个陈列室，陈列藏品；午门下的东、西庑房各三间作为办公室，东、西朝房作为贮藏室；端门城楼贮存重、大的文物。当时，国立历史博物馆共有馆舍150余间，文物57375件。1924年8月1日，国立历史博物馆在午门城楼举行展览并正式对外展出。从中华民国初期至中华人民共和国成立后，端门城楼一直是历史博物馆（初名国立历史博物馆，后来多次更名，1960年更名为中国历史博物馆，成为2003年成立的中国国家博物馆的前身之一）的文物库房。1955年，修缮了端門。
1958年8月，中共中央北戴河会议决定在北京的天安门广场东侧筹建新馆，于同年10月28日开工，1959年8月31日完工，该馆遂将主要展览及收藏的重要文物迁入新馆。此后，历史博物馆仍然控制着端门地区，包括端门及端门以北的朝房。1987年，故宫被联合国教科文组织列为世界遗产，审批范围包括午门在内的紫禁城，端门则不在审批之列。
1999年，端门城楼经过文物搬迁、油漆彩画等方面修缮，正式向游客开放。此后，端门城楼大殿举办过《百位帝王展》、《名人书画展》等等。2003年中国国家博物馆成立后，端门隶属该馆管理。2007年，中国国家博物馆以国际博物馆日为契机，在端门城楼推出“国史讲堂”暨系列历史讲座及文物鉴赏活动。
除了端门以外，中国国家博物馆还将端门以北的东、西朝房长年出租给个人，举办各种临时展览，以招揽游客。在端门北侧的御道以西，陈列着中国国家博物馆收藏的明清时期“红夷古炮”群，其中包括“武成永固大将军”、“神威大将军”等古炮。
2011年5月1日前，在中华人民共和国文化部的主持下，由中国国家博物馆管理的端门及端门北侧的朝房正式移交故宫博物院管理和开放，以恢复午门前的历史格局及庄严气氛。

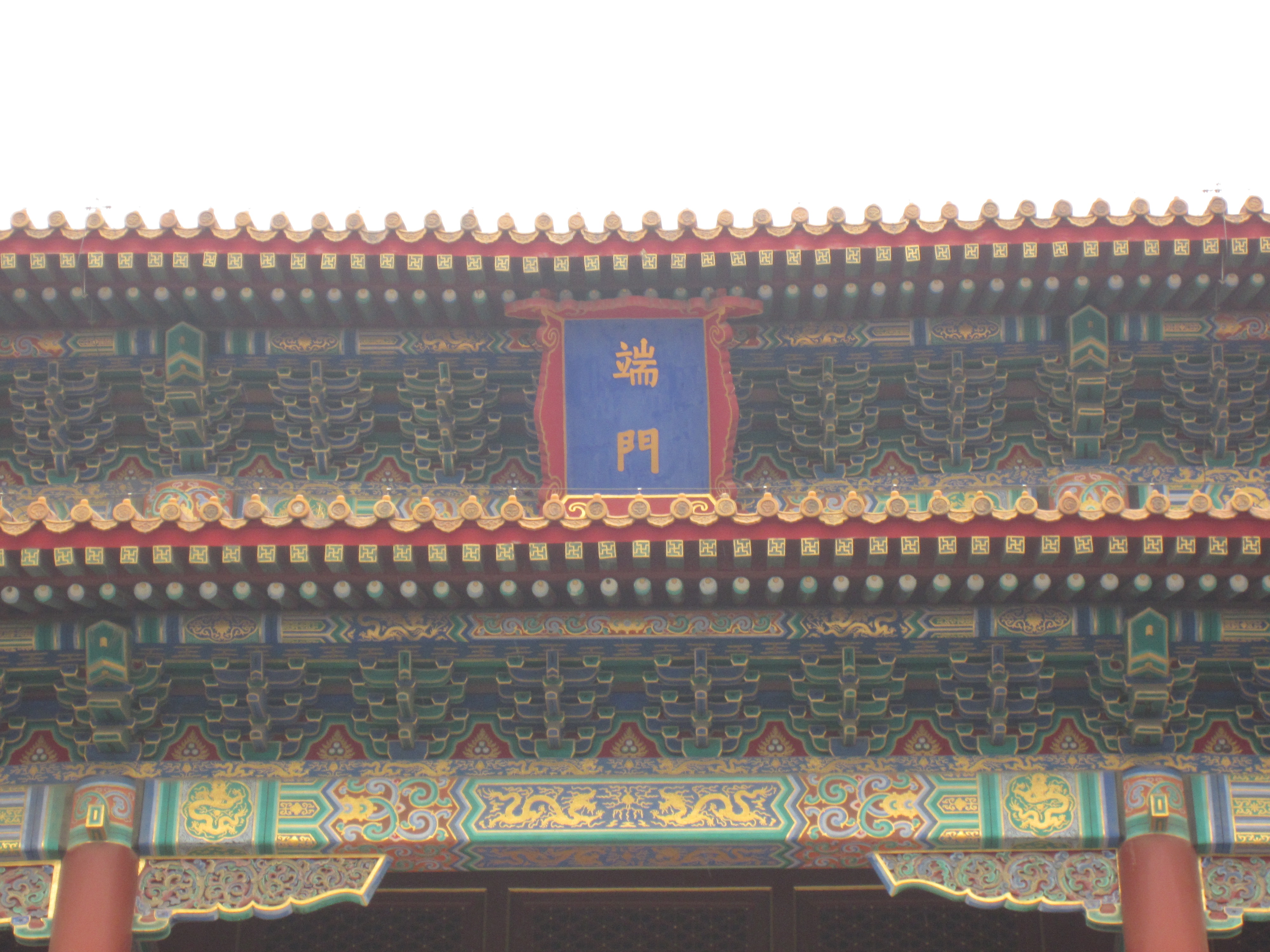
端门牌匾

2009年8月8日凌晨，高某（云南人）在端门城楼上纵火，高某从施工脚手架上坠落后经抢救无效死亡。事件发生后，各级领导相继作出批示。北京市公安局刑侦总队牵头，天安门地区公安分局派员参加，成立“8·07”专案组。专案组通过调取证据，复核勘查，又派人赴云南省调查，查明了高某在端门人为纵火的主要事实， 很快完成侦办。同时，天安门地区公安分局组织治安、消防等等监管部门，对天安门地区的重点单位、重点部位进行了拉网式安全检查，对检查中发现的问题均责令改正。北京市公安局副局长单志刚组织指挥，天安门地区公安分局与北京市公安局科技处、信通处迅速研究并制定了天安门地区重点部位技防部署方案。在2009年8月22日中华人民共和国国庆预演前，完成了全方位视频监控系统以及自动预警系统的建设，督导相关单位对安全管理制度进行了健全。
2015年9月3日，在纪念中国人民抗日战争暨世界反法西斯战争胜利70周年大会开始前，中国国家主席习近平和夫人彭丽媛在端门外广场迎接出席大会的外国领导人和配偶，并同他们合影留念。
2024年7月27日，端門作为「北京中轴线——中国理想都城秩序的杰作」的组成部分，入選世界遗产。

## 建筑

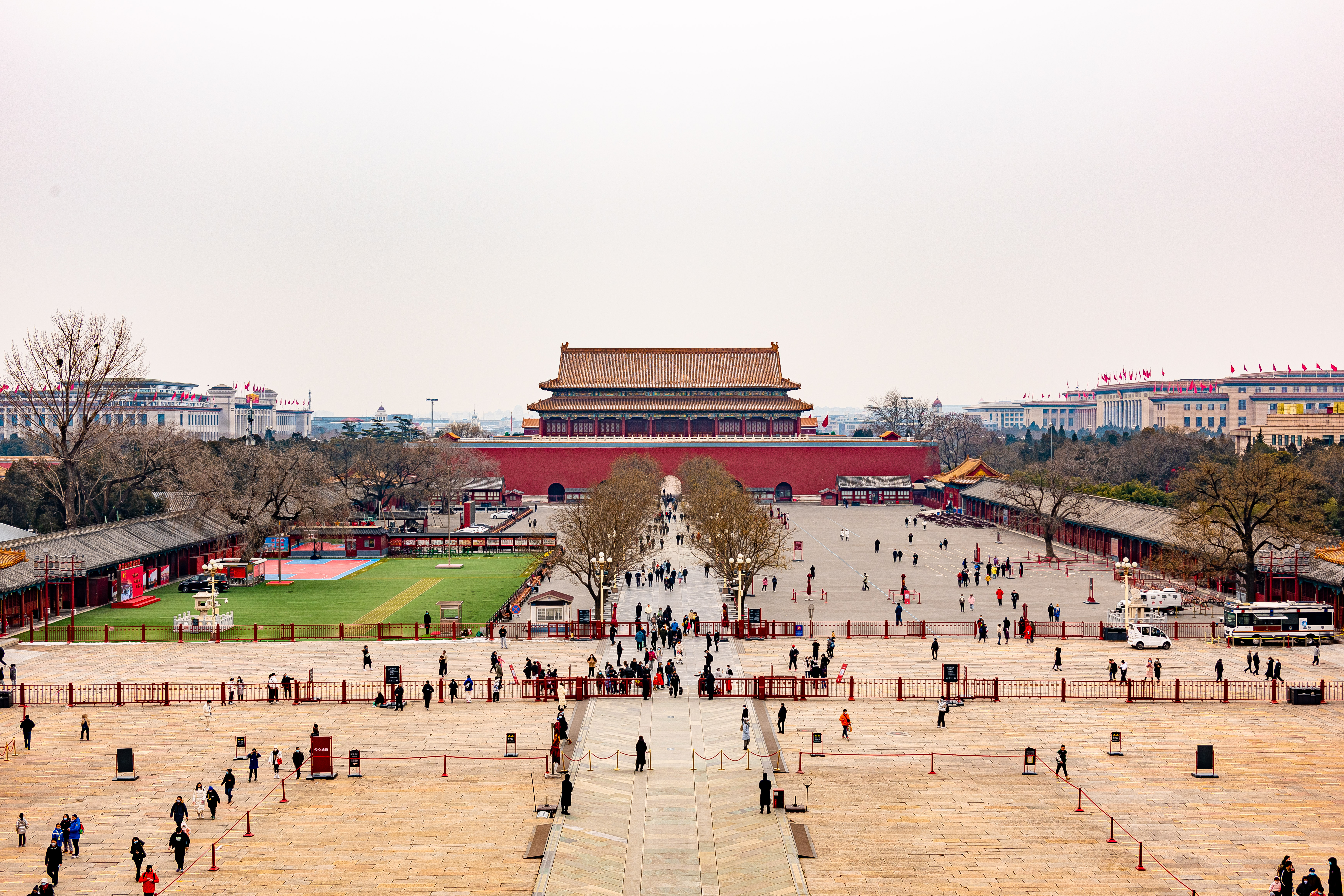
端门与午门间的广场

端门的城台下部有五个券形门洞，长均为40米，中间的门洞最大，高达8.82米。其他四个门洞依次向外缩小，分别为4.43米宽、3.83米宽。中间的门为御路门，仅供皇帝走，两侧的王公门供王公等贵族走，最外侧的品级门供三品以上官走。五个门洞内各有两扇朱漆大门，门上有“纵横各九”的鎏金铜钉。
端门曾于文革时期悬挂和天安门相似风格的毛主席画像和标语。标语左侧为“战无不胜的毛泽东思想万岁”，右侧为“毛主席的革命路线胜利万岁”，画像和标语于1975年移除。
端门城楼内共有60根直径大约92厘米的红漆楠木柱。城楼正面36扇门窗，采用菱花格式，窗下部为雕花裙板。
端门城楼内有一口双龙盘钮大钟，重逾3吨。过去每逢早晚朝、节庆日或者皇帝出巡、回銮时，端门敲钟，午门击鼓，钟鼓齐鸣。1900年八国联军攻占北京，一群英属印度兵来到端门城楼，抢掠城楼内的仪仗、兵器、金器。最后仅剩下悬在城楼中央的大钟，英属印度兵用枪击坏了大钟顶部的钟钮龙爪。
天安门至端门之间的东、西两侧为朝房，各有26间，东朝房正中是太庙街门，西朝房正中是社稷坛街门，分别通往太庙、社稷坛。端门至午门之间的东、西两侧为六科（即吏、户、礼、兵、刑、工六科）值房；东侧北部开阙左门，阙左门南有庙右门，通往太庙；西侧北部开阙右门，阙右门南有社左门，通往社稷坛。民国时期，太庙、社稷坛改为公园后，太庙街门、社稷坛街门、庙右门、社左门均被封闭。如今，社稷坛街门是天安门地区管理委员会（北京市人民政府的派出机构）驻地，太庙街门是餐厅。
2017年9月，端门城台南侧的主入口处建成一处长8米、宽2.5米、高5.9米的玻璃幕墙避风阁，幕墙上悬挂“故宫博物院”五字，避风阁整体结构与原建筑并无任何连接。